# Дуглас, Арчибальд, 5-й граф Ангус
Арчибальд Дуглас «Колокольчик для кота» (англ. Archibald Douglas «Bell-the-Cat»; 1449—19 ноября 1513), 5-й граф Ангус (с 1463 года), — шотландский барон из рода «Рыжих Дугласов», лидер восстаний против короля Якова III Стюарта.

## Биография
Арчибальд Дуглас был сыном Джорджа Дугласа, 4-го графа Ангуса. В период правления Якова III граф Ангус возглавил шотландских баронов, недовольных правлением короля. Основными причинами для недовольства стали отсутствие гарантий стабильности земельной собственности, засилье фаворитов короля в высших органах власти и неэффективность королевской администрации. Сам Арчибальд Дуглас был вынужден уступить часть своих владений одному из приближённых Якова III.
В 1480 году отряды Ангуса без санкции короля вторглись в Англию и сожгли крепость Бамборо, чем вызвали возобновление англо-шотландской войны. Существует мнение, что этим поступком Ангус хотел спровоцировать внутриполитический кризис в Шотландии. Это ему удалось: в июле 1482 года Яков III был вынужден созвать в Лодере дворянское ополчение, чем немедленно воспользовался Ангус. По его инициативе и под его руководством шотландские бароны линчевали фаворитов и захватили самого короля.
Однако Арчибальду Дугласу не хватало талантов государственного деятеля: инициатор Лодерского мятежа был вскоре оттеснён герцогом Олбани, захватившим власть в стране. 11 февраля 1483 года Ангус заключил договор с английским королём Эдуардом IV о поддержке Олбани в его стремлениях получить шотландскую корону, признав сюзеренитет Англии. Но вскоре Яков III, поддержанный парламентом Шотландии, смог восстановить свою власть и изгнать герцога Олбани. Ангус был снят со всех постов в королевской администрации и ему было запрещено появляться при дворе.
В 1488 году Арчибальд Дуглас вновь стал одним из инициаторов мятежа баронов против Якова III. На этот раз во главе восстания встал наследный принц, который смог объединить значительные силы, разбить королевскую армию при Сочиберне и стать новым королём Шотландии под именем Якова IV.
Несмотря на поддержку Якова IV в период его борьбы со своим отцом, Ангус не получил никаких постов в новой администрации. Король справедливо счёл, что способности Арчибальда Дугласа являются скорее разрушительными, чем созидательными. Недовольный Ангус в 1491 году вновь попытался организовать оппозицию королевской власти, однако решительная политика Якова IV и его опора на широкие слои дворянства не позволили Арчибальду «Отчаянному» вновь проявить себя. Наоборот, Ангус был временно привлечён на государственную службу: в 1493—1498 годах он занимал пост канцлера Шотландии.
Через несколько месяцев после смерти своих сыновей и короля Якова IV в битве при Флоддене в 1513 году граф Ангус скончался.